# Línea Hudson
La línea Hudson del Ferrocarril Metro-North es una línea suburbana que opera al norte de la Ciudad de Nueva York a lo largo de la orilla de Río Hudson. El servicio Metro-North termina en la estación Poughkeepsie, con trenes del Corredor Empire de Amtrak operando hasta el norte y hasta Albany. La línea fue originalmente el ferrocarril del Río Hudson (y al sur del Ferrocarril Spuyten Duyvil y Port Morris al sur de Spuyten Duyvil), en la cual luego pasó a ser parte del Water Level Route del Ferrocarril Central de Nueva York.